# Oleg Vlagyimirovics Gyeripaszka
Oleg Vlagyimirovics Gyeripaszka (oroszul: Олег Владимирович Дерипаска; Dzerzsinszk, 1968. január 2. –) zsidó származású orosz üzletember, a Bazovij element pénzügyi-ipari csoport elnöke, a RUSZAL vállalaton keresztül az oroszországi fémfeldolgozó ipar egyik meghatározó szereplője. Habár kerüli a politikusokat, mégis a Vlagyimir Putyinhoz legközelebb álló orosz pénzembernek tartják. 16,8 milliárd USD-re becsült vagyonával a Forbes magazin 2007. év eleji listáján a második leggazdagabb orosz volt.
Négytől tizenegy éves koráig az anyai nagyszülőkkel élt a Krasznodari terület Uszty-Labinszki járásában, előbb a Zseleznij és Oktyabrszkij nevű településen, majd a járási székhelyen, Uszty-Labinszkban, ahol a középiskolai tanulmányait is befejezte. A Lomonoszov Egyetemen 1993-ban fizikusi diplomát szerzett, majd 1996-ban elvégezte a Plehanov Gazdasági Akadémiát.